# Оастепек
Оастепек (исп. Oaxtepec) — посёлок в муниципалитете Яутепек мексиканского штата Морелос. Численность населения, по данным переписи 2010 года, составила 6939 человек.

## Общие сведения
Название Oaxtepec происходит из языка науатль и его можно перевести как: холм акаций.

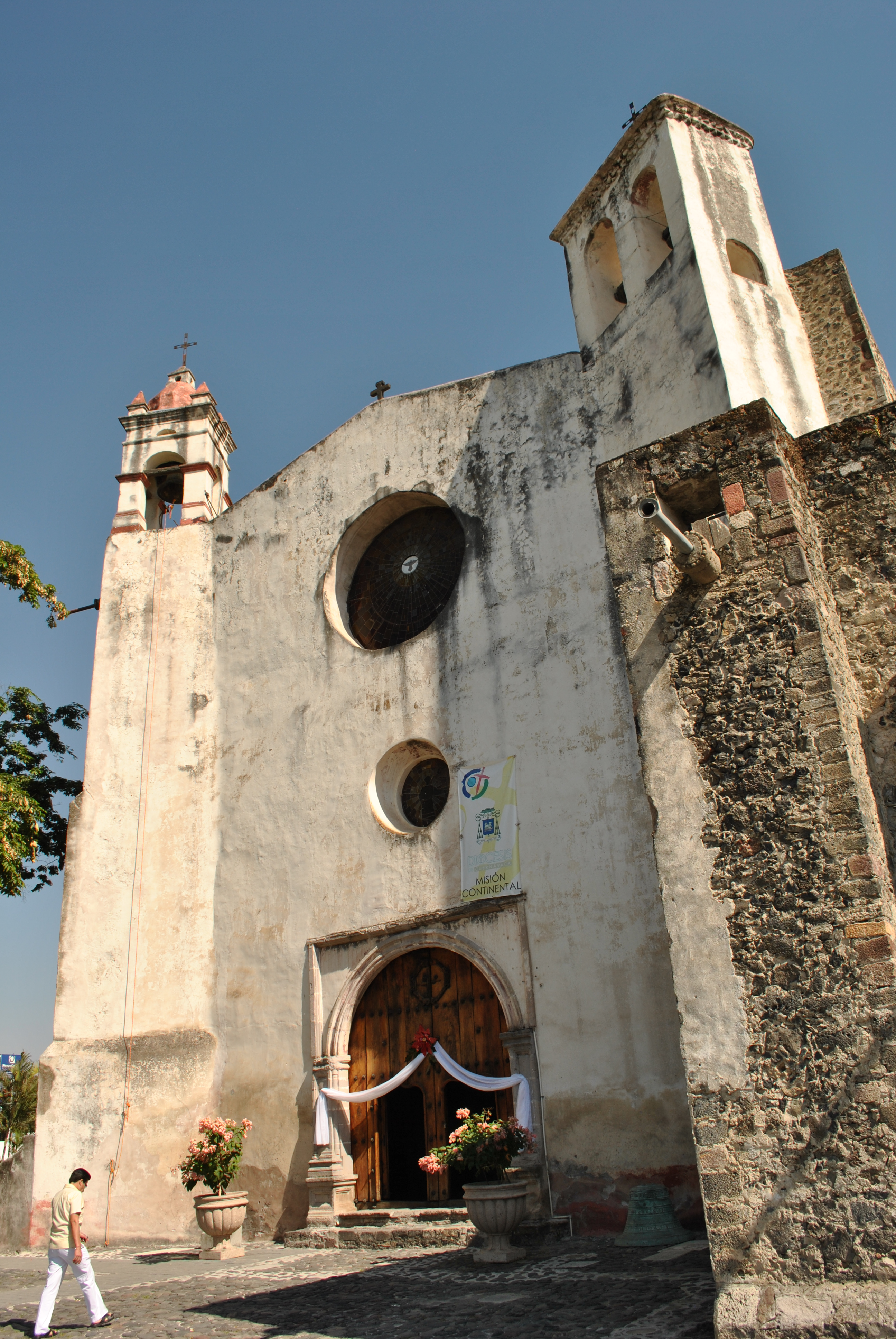
Церковь Святого Доминика